# 1369-1360 v.Chr.
De jaren 1369-1360 v.Chr. (van de christelijke jaartelling) zijn een decennium in de 14e eeuw v.Chr..

## Gebeurtenissen

### Mesopotamië
- 1365 v.Chr. - Koning Ashur-uballit (1365 - 1330 v.Chr.) heerst over Assyrië en is een vazalstaat van Mitanni.
- 1364 v.Chr. - Assur-uballit I noemt zich een broeder van farao Amenhotep III.

### Griekenland
- 1363 v.Chr. - Koning Labdacus (1363 - 1315 v.Chr.) van Thebe volgt Polydorus op.

### Klein-Azië
- 1360 v.Chr. - Koning Tudhaliya II (1360 - 1344 v.Chr.) regeert over de Hettieten.

<< · 1399-1390 · 1389-1380 · 1379-1370 · 1369-1360 · 1359-1350 · 1349-1340 · 1339-1330 · 1329-1320 · 1319-1310 · 1309-1300 · >>